# Spanningsbehoefte
Spanningsbehoefte (Engels: sensation seeking) is een term die ontleend is aan de persoonlijkheidstest die ontwikkeld is door Marvin Zuckerman van de Universiteit van Delaware, de Sensation Seeking Scale (SSS), die in het Nederlands is vertaald als de Spanningsbehoefteschaal (SBL) (Feij & Van Zuilen, 1984). 
De test is gebaseerd op het gegeven dat mensen verschillen in de mate waarin zij een voorkeur hebben voor zintuiglijke prikkels. Sommigen houden van sterke prikkels anderen juist weer niet. Een voorkeur voor sterke prikkels kan samengaan met een zucht naar avontuur en nieuwe ervaringen.
Spanningsbehoefte wordt onderverdeeld in de volgende vier subschalen of kenmerken (Van den Berg & Feij, 1988):
- Risicobereidheid (Engels: thrill and adventure seeking): "De neiging om activiteiten te ondernemen, die een fysiek gevaar met zich meebrengen."
- Ervaringsgerichtheid (Engels: experience seeking): "De neiging tot een onconventionele manier van leven, waarbij men gericht is op het opdoen van ervaringen."
- Behoefte aan verandering (Engels: boredom susceptibility):"De behoefte aan een voortdurende afwisseling zowel qua omgeving als in contacten met mensen."
- Ontremming (Engels: disinhibition): "De behoefte om zich in sociale situaties uit te leven door onder meer het drinken van alcohol."

## Algemeen
Spanningsbehoefte is een persoonlijkheidseigenschap die gemeten wordt met een test.
Voorbeelden van testvragen (eens of oneens):
- Ik houd van nieuwe en opwindende ervaringen en belevingen ook al zijn ze een beetje eng
- Ik houd ervan dingen te doen vanwege de spanning
- Ik wil alles een keer proberen
- Ik houd van situaties waarvan je van tevoren niet weet hoe ze zullen uitpakken

De eigenschap wordt omschreven als ‘het zoeken van nieuwe, gevarieerde, complexe en intense sensaties en ervaringen en de bereidheid om daarvoor risico te nemen'. Dat blijkt onder meer uit sociaal gedrag en bereidheid om risico's te nemen op persoonlijk, sociaal, fysiek of financieel vlak. De eigenschap spanningsbehoefte staat los van andere biologische persoonlijkheidstrekken zoals extraversie-introversie en neuroticisme. Dit impliceert dat een hoge score op de Spanningsbehoeftelijst kan samengaan met een hoge score voor eigenschappen als Introversie en Neuroticisme. Een spanningsbehoeftige kan dus ook een introvert of sociaal angstig persoon zijn. Spanningsbehoefte is in de populatie gemiddeld het hoogst gedurende de adolescentie en neemt af op hogere leeftijd (boven de 60 jaar). Mannen scoren gemiddeld hoger dan vrouwen, vooral op de subschalen ontremming en risicobereidheid. Een hoge score op de SBL verhoogt de kans op risicovolle activiteiten zoals te snel autorijden, onveilige seks, en gebruik van alcohol en drugs. Een hoge score op ervaringsgerichtheid gaat vaak samen met creativiteit.

## Erfelijkheid
Uit onderzoek van eeneiige tweelingen is gebleken dat de eigenschap een sterk genetische component heeft. De heretabiliteit wordt geschat op 60%, ongeveer evenveel als die voor intelligentie. Dat wil zeggen dat zestig procent van de variantie van de eigenschap in de populatie aan erfelijke factoren kan worden toegeschreven. Door moleculairbiologisch onderzoek is bovendien gesuggereerd dat het dopamine-4-receptorgen (DRD4) predisponeert tot spanningsbehoefte of het hieraan gerelateerde prikkelzoekend gedrag (Eng: novelty seeking), de voorkeur voor nieuwe en onbekende prikkels. Mogelijk wijst dit op een relatie tussen deze persoonlijkheidseigenschappen en het beloningssysteem in de hersenen. Nieuwe prikkels of spannende ervaringen stimuleren in het brein van mensen die hoog scoren op tests voor deze eigenschappen dezelfde gebieden die normaal bij beloning worden geactiveerd.